# Darwaza Bandh Rakho
Darwaza Bandh Rakho est un film indien de Bollywood réalisé par J. D. Chakravarthy sorti le 4 août 2006.
Le film met en vedette Aftab Shivdasani, Manisha Koirala, Divya Dutta et Isha Sharvani, le long métrage fut un désastre notable aux box-office.

## Box-office
- Box-office Inde: 50 720 000 Roupies.

Box-office india qualifie le film de désastre.